# GLUT5
GLUT5 (acrònim de l'anglès: GLUcose Transporter type 5) és una proteïna de membrana transportadora de Fructosa membre número 4 de la família 2 de transportadors de soluts (SLC2A3), que promou el pas de facilitat de fructosa a través de membranes plasmàtiques.

## Característiques
La proteïna GLUT5 està constituïda per 501 resídus aminoacídics i presenta una Km per la fructosa (5mM) idèntica a la Km de GLUT4 per la glucosa.

## Funció
La isoforma de transportador de glucosa GLUT5 es localitza a la membrana en rivet en respall dels enteròcits de l'intestí prim humà, al jejú, absorbint la fructosa de la dieta en el seu pas per l'intestí. Es creu que la mala absorció de fructosa o la intolerància a la fructosa és un desajust dietari en l'intestí prim, en què la quantitat de "transportador de fructosa" dels enteròcits és deficient.
Es creu que GLUT5 podria ser també responsable de la captació de glucosa per part dels espermatozoides.